# Lestodiplosis aonidiellae
Lestodiplosis aonidiellae är en tvåvingeart som beskrevs av Harris 1968. Lestodiplosis aonidiellae ingår i släktet Lestodiplosis och familjen gallmyggor. Inga underarter finns listade i Catalogue of Life.